# Silvia Terrazzi
Silvia Terrazzi (Pisa, 27 de julio de 1995) es una deportista italiana que compite en remo.
Ganó tres medallas de bronce en el Campeonato Europeo de Remo entre los años 2023 y 2025. Participó en los Juegos Olímpicos de París 2024, ocupando el sexto lugar en la prueba de ocho con timonel.

## Palmarés internacional
| Campeonato Europeo | Campeonato Europeo | Campeonato Europeo | Campeonato Europeo |
| Año                | Lugar              | Medalla            | Prueba             |
| ------------------ | ------------------ | ------------------ | ------------------ |
| 2023               | Bled (Eslovenia)   | Medalla de bronce  | Ocho con timonel   |
| 2024               | Szeged (Hungría)   | Medalla de bronce  | Ocho con timonel   |
| 2025               | Plovdiv (Bulgaria) | Medalla de bronce  | Ocho con timonel   |